# Darcey
Darcey é uma comuna francesa na região administrativa da Borgonha-Franco-Condado, no departamento de Côte-d'Or. Estende-se por uma área de 19,29 km². Em 2010 a comuna tinha 351 habitantes (densidade: 18,2 hab./km²).